# Новруз-Болаґі
Новруз-Болаґі (перс. نوروزبلاغی) — село в Ірані, входить до складу дехестану Південний Барандузчай у Центральному бахші шахрестану Урмія провінції Західний Азербайджан. У переписі населення 2006 року село позначено, проте кількість населення не зазначена.